# Vassílis Logothetídis
Vassílis Logothetídis (grec moderne : Βασίλης Λογοθετίδης) né en 1898 à Myriofito (en) en Thrace orientale et mort le 20 février 1960 à Athènes est un acteur de théâtre et de cinéma grec.

## Biographie
Vassílis Logothetídis commença dès 1916 une carrière d'acteur amateur.
En 1918, il s'installa à Athènes où il devint membre de la troupe de Maríka Kotopoúli. Il créa sa propre troupe en 1947.
Plutôt spécialisé dans les rôles comiques, il joua dans plus de trois cents comédies au théâtre, de Shakespeare à Alékos Sakellários.
Il fit partie de ces acteurs grecs à jouer une pièce sur les planches puis à participer à l'adaptation cinématographique ensuite.
Décoré par Paul Ier de Grèce de la croix d'or de l'ordre du Phénix.

## Filmographie partielle
- 1933 : Le Mauvais Chemin (O Κακός δρόμος (O kakos dromos)), de Muhsin Ertuğrul
- 1948 : Les Allemands reviennent(Οι Γερμανοί ξανάρχονται (I Yermani xanarkhondai)), d'Alékos Sakellários
- 1953 : Santa Chiquita (Σάντα Τσικίτα), d'Alékos Sakellários
- 1954 : Une demoiselle de... 39 ans (Δεσποινίς ετών 39 (Despinis eton 39)), d'Alékos Sakellários
- 1955 : La Fausse Livre d'or (Η κάλπικη λίρα, I kalpiki lira), de Yórgos Tzavéllas
- 1956 :  Jaloux comme un tigre (Ο ζηλιαρόγατος (O Ziliarogatos)), de Yórgos Tzavéllas